# Бамбюк, Роже
Сесильен Александр Роже Жорж Бамбюк (фр. Cécilien Alexandre Roger Georges Bambuck; род. 22 ноября 1945, Пуэнт-а-Питр) — французский легкоатлет, специалист по бегу на короткие дистанции. Выступал на профессиональном уровне в 1960-х годах, бронзовый призёр Олимпийских игр в Мехико, двукратный чемпион Европы, бывший рекордсмен мира в беге на 100 метров. Также известен как политик и общественный деятель.

## Биография
Роже Бамбюк родился 22 ноября 1945 года в городе Пуэнт-а-Питр, Гваделупа.
Начал заниматься лёгкой атлетикой в возрасте 17 лет в 1963 году. Благодаря череде успешных выступлений в 1964 году вошёл в основной состав французской сборной и удостоился права защищать честь страны на летних Олимпийских играх в Токио — в беге на 100 метров остановился в четвертьфинале, тогда как на дистанции 200 метров сумел дойти до стадии полуфиналов.
В 1966 году на чемпионате Европы в Будапеште трижды поднимался на пьедестал почёта: одержал победу в беге на 200 метров и в эстафете 4×100 метров, тогда как в дисциплине 100 метров завоевал серебряную награду, уступив в финале только поляку Веславу Маняку.
В 1967 году на домашних соревнованиях в Париже превзошёл всех соперников и повторил рекорд Европы в беге на 200 метров — 20,4.
В 1968 году принял участие в чемпионате США в Сакраменто, который впоследствии стал известен как «Вечер скорости», поскольку здесь было показано много высоких результатов на дистанции 100 метров. В финале Бамбюк занял четвёртое место, а на предварительном квалификационном этапе и в полуфинале повторил действовавший на то время мировой рекорд — 10,0. На Олимпийских играх в Мехико стал пятым в дисциплинах 100 и 200 метров, а в эстафете 4×100 метров вместе с соотечественниками выиграл бронзовые медали — в финале их обошли только команды США и Кубы. Сразу после Олимпиады в возрасте 23 лет Роже Бамбюк завершил спортивную карьеру.
Помимо занятий спортом Бамбюк учился на врача, но бросил учёбу. Работал в инженерном подразделении компании Renault, возглавлял городской спортивный департамент коммуны Эпине-сюр-Сен. В 1988—1991 годах возглавлял Министерство по делам молодёжи и спорта в правительстве Мишеля Рокара, на этой должности внёс большой вклад в разработку первого во Франции антидопингового законодательства. С 1974 года женат на прыгунье в высоту с Мартиники Гислен Барне, их дочь Орели Бамбюк стала известной журналисткой.
Награждён орденом Почётного легиона в степени кавалера (1998) и офицера (2014).